# Aszkalóni Ptolemaiosz
Aszkalóni Ptolemaiosz (Kr. e. 2. század) ókori görög grammatikus.
Rómában tanított, minden bizonnyal Arisztarkhosz tanítványa volt, de nem ragaszkodott mesteréhez. Nem annyira a szorosan vett szövegktitikával, mint inkább ortográfiai és prozódiai kérdésekkel foglalkozott; e téren ő Héródianosz egyik legjelentékenyebb elődje. Írt egy homéroszi prozódiát, amelynek feltehetőleg két fő része volt: Odüsszeiakai prozódiai és Iliakai prozódiai. Egyéb munkái: Peri tón szünalogión; Peri metrón; Peri elleniszmu étoi orthopeiasz (15 részben); Peri diathoran lexeón.